# Permagel

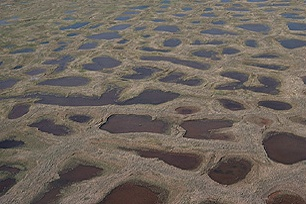
Permagel.

En geologia, permagel o pergelisol (en anglès, permafrost, de perma-, permanent i frost, gelat) són aquelles capes de sòl, roca o terra que romanen per sota del punt de congelació de l'aigua (0 °C) durant com a mínim dos anys seguits.
El permagel està situat entre el pergelisol, la capa superficial activa que respon a les oscil·lacions del clima, i la roca profunda no gelada, més afectada pel flux geotèrmic que pel clima.
Els sòls es classifiquen com a permagel continu (90 a 100% de cobertura de la superfície amb permagel), discontinu (50 a 90%), esporàdic (10 a 50%), isolat (>10%) i sense permagel.

## Extensió mundial

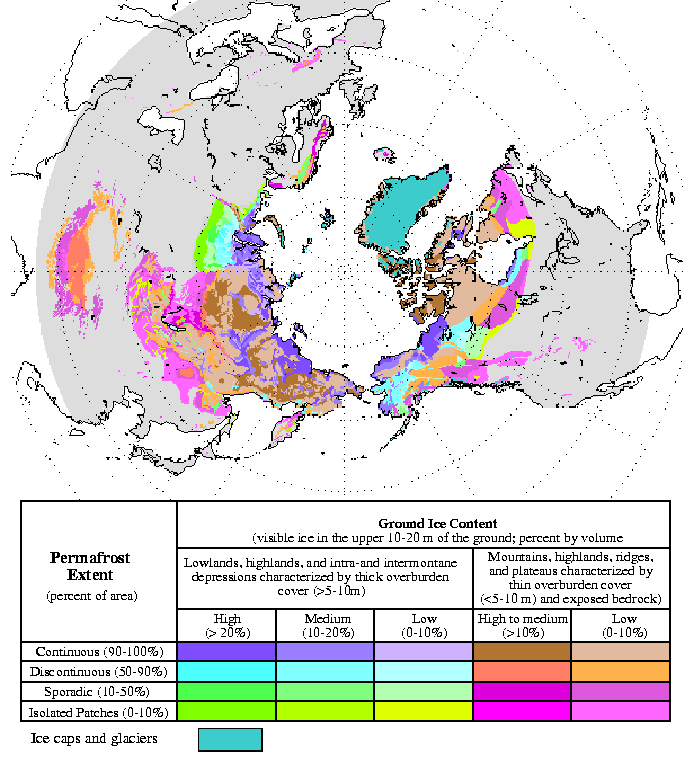
Mapa que mostra l'extensió del permagel al món.

El permagel es concentra en aquells ambients en què el clima és propici, principalment en zones a gran latitud (permagel polar) i a gran altitud (permagel alpí). Abasta 10,5 milions de km² (excloent-hi la superfície coberta de gel de Groenlàndia i l'Antàrtida) en zones polars, i es troba també en algunes parets a menor latitud, concentrant-se llavors en zones muntanyoses en altitud, de massissos com els Alps. Ocupa un 24% dels sòls de l'hemisferi nord.

## Localització
Es troba extensivament en la zona àrtica de l'hemisferi nord: Alaska, nord del Canadà, centre i nord de la zona perifèrica de Groenlàndia i nord de Rússia i en àrees aïllades del nord de la Xina, el Tibet i Mongòlia.

## Característiques
En graves i roques, hi ha poc de gel i hi predomina un permagel sec. Tanmateix, el gel acostuma a presentar-se en el permagel en proporcions del 80 al 100% per volum en intrusions massives de gel i cristalls de gel. El permagel està en quasi tota la tundra i penetra al nord de la taigà; hi ha un permagel discontinu en els llocs on les temperatures de l'atmosfera es troben entre -8,5 i -1 °C. El gruix de la capa glaçada del permagel depèn de la temperatura mitjana anual, la conductivitat tèrmica del sòl i la roca, la proximitat al mar i la posició topogràfica.
Dins del permagel, en la capa glaçada permanentment i a uns -10 °C, s'ha trobat vida microbiana, especialment cianobacteris.

## La construcció en el permagel

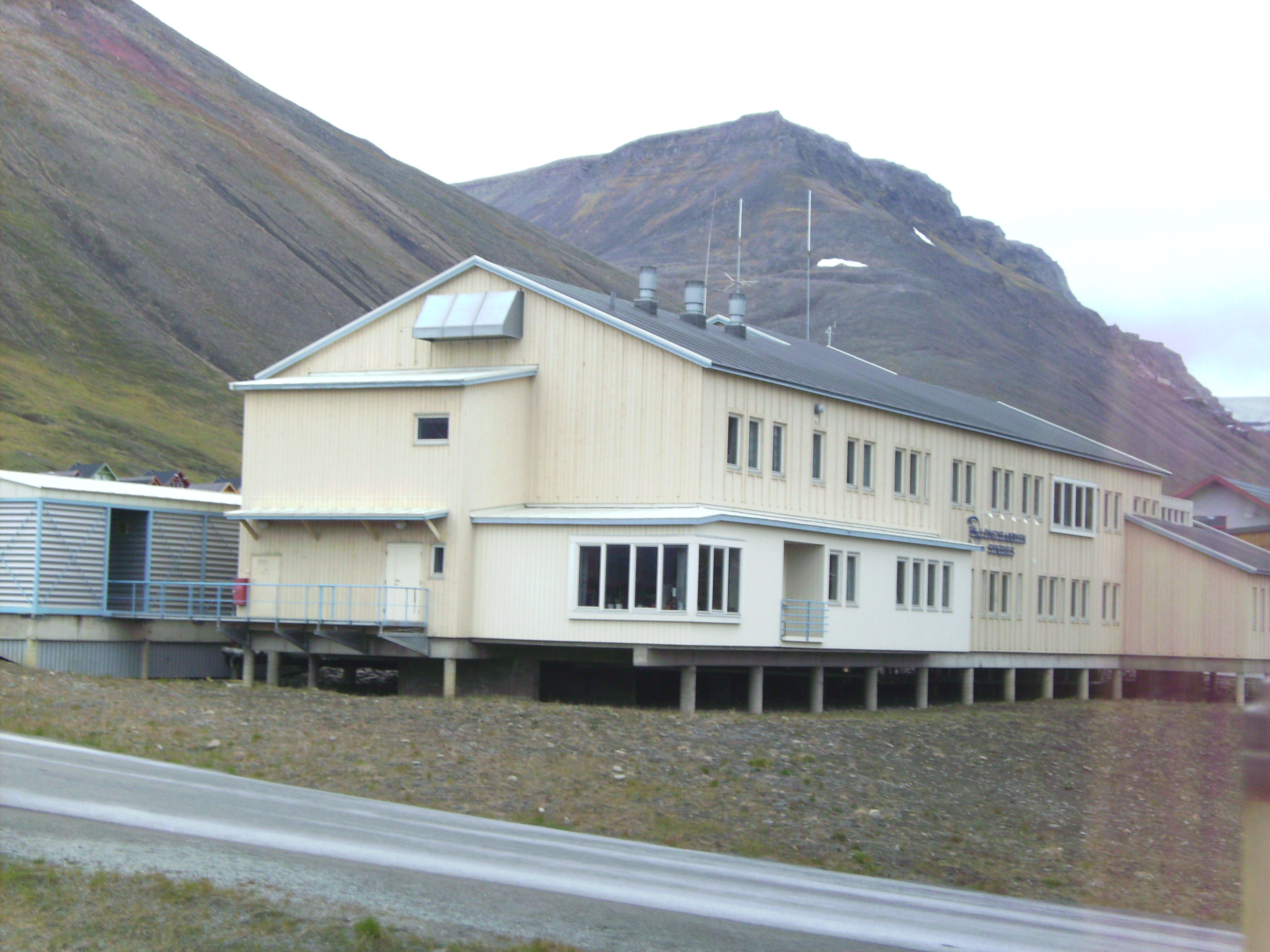
L'hospital (Sykhus en noruec) de Longyearbyen, Svalbard, s'ha construït sobre pilons a causa del permagel.

La construcció sobre el permagel es veu dificultada pel motiu que la calor dels edificis o de les canalitzacions poden fer desglaçar part del permagel i desestabilitzar-ne l'estructura. Les solucions comunes, per això, inclouen fer servir fonaments de fusta (pilons profunds); construir sobre una capa gruixuda de grava (normalment d'un a dos metres de gruix); o fer servir canonades calentes d'amoníac ahnidre. En el cas del sistema de canonades d'Alaska (Trans-Alaska Pipeline System), es fa servir canonades calentes aïllades per a evitar l'enfonsament de les canonades al seu pas pel permagel. Pel que fa al ferrocarril del Qingzang, al seu pas per permagel (discontinu) del Tibet, es fan servir una gran varietat de mètodes per a mantenir fred el sòl. A l'Institut de Recerca del Permagel de Iakutsk, s'ha descobert que es pot evitar l'enfonsament dels grans edificis en el permagel utilitzant puntals que s'estenen cap avall per a arribar a 15 m de fondària o més. A aquesta profunditat, la temperatura no canvia amb les estacions de l'any, i es manté en uns -5 °C.

## El permagel i el canvi climàtic
Hi ha una previsió científica que anuncia que, amb l'escalfament global, cap a l'any 2100 el permagel haurà desaparegut en la major part, i en restarà només un milió de km² de permagel (al voltant del 10% de l'actual) i que això tindrà efectes adversos per a l'ecologia i la societat.